# Stawonóżka
Stawonóżka (Arthropodium R.Br.) – rodzaj roślin z rodziny szparagowatych. Obejmuje 9 gatunków występujących w Australii, Nowej Zelandii, Nowej Kaledonii, na Tasmanii i Madagaskarze.
Nazwa naukowa rodzaju pochodzi od greckich słów άρθρων (arthron – staw) i ποδιών (podion – stópka, nóżka) i odnosi się do występujących u tych roślin członowanych szypułek. Polska nazwa rodzaju jest dosłownym tłumaczeniem nazwy naukowej; w dyskusji na temat polskiego nazewnictwa botanicznego stawonóżka wskazywana była jako przykład dziwoląga językowego, powstałego w wyniku stosowania dosłownego tłumaczenia nazw łacińskich.

## Morfologia

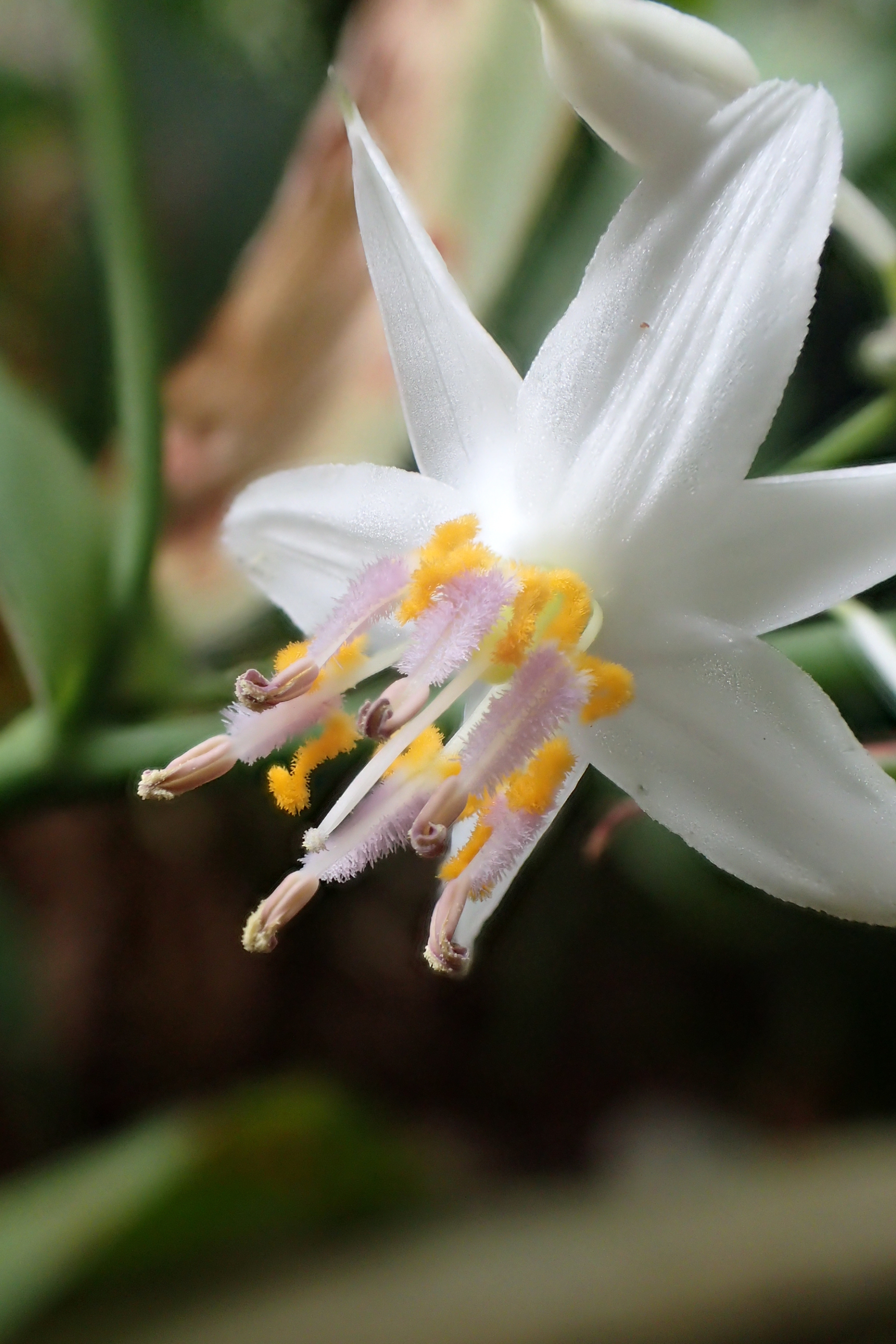
Kwiat stawonóżki czepnej z widocznymi owłosionymi nitkami pręcików i owłosionymi wyrostkami

PokrójWieloletnie rośliny zielne, tworzące kępy.
PędySkrócone kłącze z mięsistymi korzeniami, bulwami korzeniowymi lub włóknistymi korzeniami zwieńczonymi bulwami.
LiścieRównowąskie do lancetowatych, siedzące, pokładające się do wzniesionych, często wcześnie więdniejące.
KwiatyObupłciowe, promieniste, zebrane od 1 do 9 w każdym węźle groniastego lub wiechowatego kwiatostanu, niekiedy położone jednostronnie. Szypułki rozpostarte do zwisłych, zwykle członowane. Listki okwiatu wolne, rozpostarte do odgiętych, jasnoniebieskie, fioletowe lub białe, w zewnętrznym okółku wąskie, w wewnętrznym szersze, eliptyczne do okrągłych, często o kędzierzawych lub krótko frędzlowatych brzegach. Sześć pręcików o nitkach częściowo lub na całej długości gęsto owłosionych, niekiedy z owłosionymi wyrostkami. Pylniki krótsze od nitek, równowąskie, pękające do wewnątrz przez wzdłużne szczeliny, zwijające się po wypuszczeniu pyłku. Zalążnia siedząca, górna, trójkomorowa, zawierająca do 5 zalążków w każdej komorze. Szyjka słupka nitkowata.
OwocePękające komorowo, jajowate torebki, nagie lub okryte okwiatem, zawierające czarne, kulistawe do kanciastych nasiona.
GenetykaLiczba chromosomów 2n wynosi 22, 44 lub 66.

## Systematyka
Pozycja systematycznaRodzaj z grupy Arthropodium  w podrodzinie Lomandroideae rodziny szparagowatych (Asparagaceae). W systemie Takhtajana z 1997 roku zaliczany do plemienia Alectorurideae w rodzinie Anthericaceae. Przez niektórych botaników do rodzaju Arthropodium włączane są gatunki zaliczane do rodzaju Dichopogon, wyróżniające się jedynie nieowłosionymi nitkami pręcików.
Wykaz gatunków
- Arthropodium bifurcatum Heenan, A.D.Mitch. & de Lange
- Arthropodium caesioides H.Perrier
- Arthropodium candidum Raoul
- Arthropodium cirratum (G.Forst.) R.Br. – stawonóżka czepna
- Arthropodium curvipes S.Moore
- Arthropodium dyeri (Domin) Brittan
- Arthropodium milleflorum (Redouté) J.F.Macbr.
- Arthropodium minus R.Br.
- Arthropodium neocaledonicum Baker

## Znaczenie użytkowe
Rośliny spożywczeBulwy korzeniowe gatunków Arthropodium cirratum, A. milleflorum, A. minus i A. strictum są jadalne. Były tradycyjnie wykorzystywana jako źródło pożywienia przez niektóre grupy aborygenów australijskich. Spożywane były na surowo lub pieczone. Jadalne są również kwiaty.
Rośliny ozdobneZe względu na przyjemnie pachnące kwiaty, przyciągające owady, A. milleflorum jest uprawiana w Australii jako roślina ogrodowa, wykorzystywana do masowych nasadzeń na łąkach, obrzeżach ścieżek, skalniakach lub pod drzewami. Jest łatwa w utrzymaniu, mrozoodporna i ma stosunkowo małe zapotrzebowanie na wodę. Podobne zastosowanie znajduje pochodząca z Nowej Zelandii stawonóżka czepna.